# Litla Eldøy
Litla Eldøy est une île norvégienne dans le comté de Hordaland. Elle appartient administrativement à Fitjar.

## Géographie
Rocheuse et couverte d'arbres, elle s'étend sur environ 989 m de longueur pour une largeur approximative de 281 m. 